# نيكولاي ستراخوف

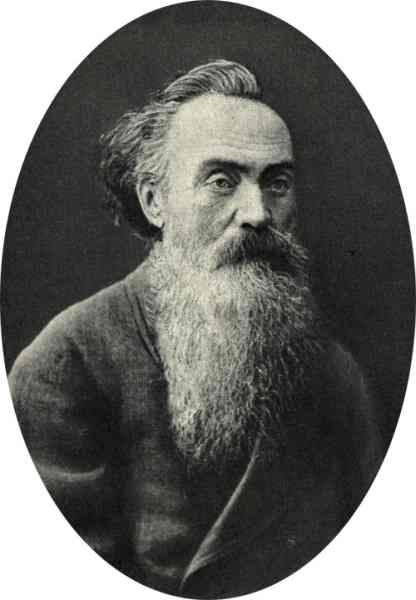
نيكولاي ستراخوف.

نيكولاي نيكولايفيتش ستراخوف (بالروسية: Никола́й Никола́евич Стра́хов) هو فيلسوف وصحفي وناقد أدبي روسي، وُلد في 16 أكتوبر 1828 وتوفّي في 24 يناير 1896. شارك نيكولاي آراءه وناقشها في رابطة بوكفنيتشيستفو وهي حركة فكريّة روسيّة ظهرت في أواخر القرن التاسع عشر جنباً إلى جنب حركة سلافوفيليا. وقد يجمع نيكولاي تربطه رابطة صداقة قوية مع ليو تولستوي، كما كان صديقاً لـ فيودور دوستويفسكي.
وُلد نيكولاي في بيلغورود في عائلة ة مُتديّنة. وفي 1851 تخرّج في جامعة سانت بطرسبرغ الحكومية وانتقل إلى أوديسا وعَمِل مُدرّساً فيها. وفي عام 1861 عاد ستراخوف إلى سانت بطرسبرغ وأصبَح صحفيّاً معروفاً وناقداً أدبياً. وقد عَمِل بجانب فيودور دوستويفسكي وأبولون غريغوريف في مجلّة فريميا وإيبوك، وصار أحد الأصدقاء القلائل لـِ ليو تولستوي.
في سبعينيّات القرن التاسع عشر، نَشر ستراخوف عمله الفلسفي الأكثر شُهرة العالم المتكامل ليشرَح فيه رواية تولستوي الحرب والسلم التي اعتَبرها واحدة من أعَظم الروايات في العالم. وكان ستراخوف من أكثر المعارضين للفكر الليبرالي والعقلاني والنفعي. وقد كان ستراخوف أحد الداعمين والمشجعين لـِ فاسيلي روزانوف ليُصبِح كاتباً وفيلسوفاً.
توفي ستراخوف في سانت بطرسبرغ في عام 1896؛ وهو لم يتزوج أبدا وليس لديه أي أولاد.